# Heteropoda malitiosa
Heteropoda malitiosa là một loài nhện trong họ Sparassidae.
Loài này thuộc chi Heteropoda. Heteropoda malitiosa được Eugène Simon miêu tả năm 1906.